# Cementerio Goodleburg

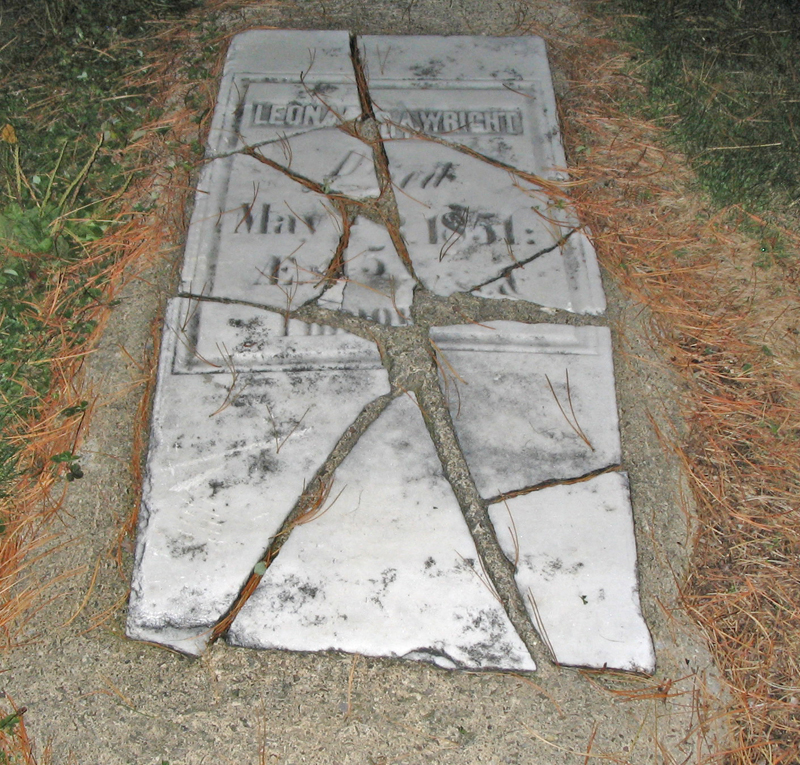
Imagen de una lápida vandalizada en el cementerio de Goodleburg.

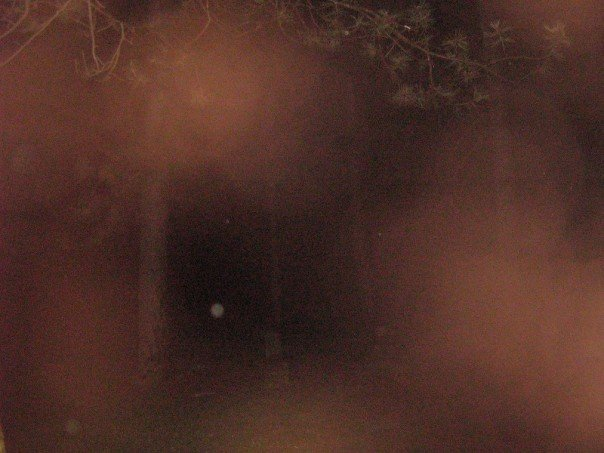
Foto tomada en el cementerio de Goodleburg en mayo de 2007 que muestra orbes de colores antropomorfizando una figura demoníaca.

El cementerio de Goodleburg es un cementerio ubicado en South Wales, aldea situada entre los municipios de Aurora y Wales, en el condado de Erie (estado de Nueva York). Se trata de un antiguo terreno del pueblo, inactivo, cuyo uso se ha interrumpido. Muchos de los colonos originales de Gales y sus alrededores están enterrados aquí.

## Historia
Estuvo activo entre los años 1811 y 1927. El cementerio permaneció relativamente tranquilo hasta finales de la década de 1990, cuando se difundieron historias de fantasmas y apariciones espantosas. Varias organizaciones de investigación paranormal, con la intención de captar las actividades paranormales en Goodleberg, hicieron desfilar a carros de investigadores de los condados vecinos, con la intención de captar pruebas de lo paranormal. Hasta la fecha, ha habido una muerte, de la que se culpó en parte al fundador de un equipo de investigación paranormal del oeste de Nueva York conocido como Paranormal and Ghost Society.
A las 23:15 horas del 21 de junio de 2003, un miembro de ese grupo fue atropellado por un coche que circulaba en sentido contrario. La causa fue oficialmente catalogada como relacionada con la conducción bajo los efectos del alcohol, pero en parte se achacó a que el grupo estaba en la carretera a esa hora de la noche, que tiene muchas curvas ciegas conocidas.

## Folclore
En los últimos años, ha sido un lugar de profanación frecuente.
El autor de temas paranormales Mason Winfield ha escrito varias veces sobre este cementerio y su supuesta actividad, pero también ha expresado su arrepentimiento al escribir algo sobre él debido al aumento del vandalismo desde entonces.

## Sucesos
Hay muchas historias sobre lo que la gente ha visto en el cementerio. Algunos de los mitos incluyen la "Dama de Blanco", una mujer que falleció y que aún vaga por la zona, siendo posible observarla en la carretera y zonas adyacentes al cementerio. Otro mito es que aparecerá una persona de apariencia normal de unos 20 años. Hará lo que sea necesario para que abandones las zonas circundantes. Se ha descrito que tiene el pelo rizado y lleva camuflaje. Si se le toca, se dice que desaparecerá al instante. Es el espíritu de un joven Albert Speaker que intenta proteger lo que es suyo. Otros dos sucesos comunes son los fuertes vientos seguidos del llanto de un bebé junto al estanque trasero y la aparición de orbes de colores en las fotos tomadas por la noche.